# Dresserus nigellus
Dresserus nigellus är en spindelart som beskrevs av Tucker 1920. Dresserus nigellus ingår i släktet Dresserus och familjen sammetsspindlar. Inga underarter finns listade i Catalogue of Life.